# غريغ ديفيس (سياسي)
غريغ ديفيس (بالإنجليزية: Greg Davis)‏ هو سياسي أمريكي، ولد في 22 فبراير 1966 في ممفيس في الولايات المتحدة. نشط حزبياً في الحزب الجمهوري. وقد انتخب عضو مجلس نواب مسيسيبي.